# Green Giant

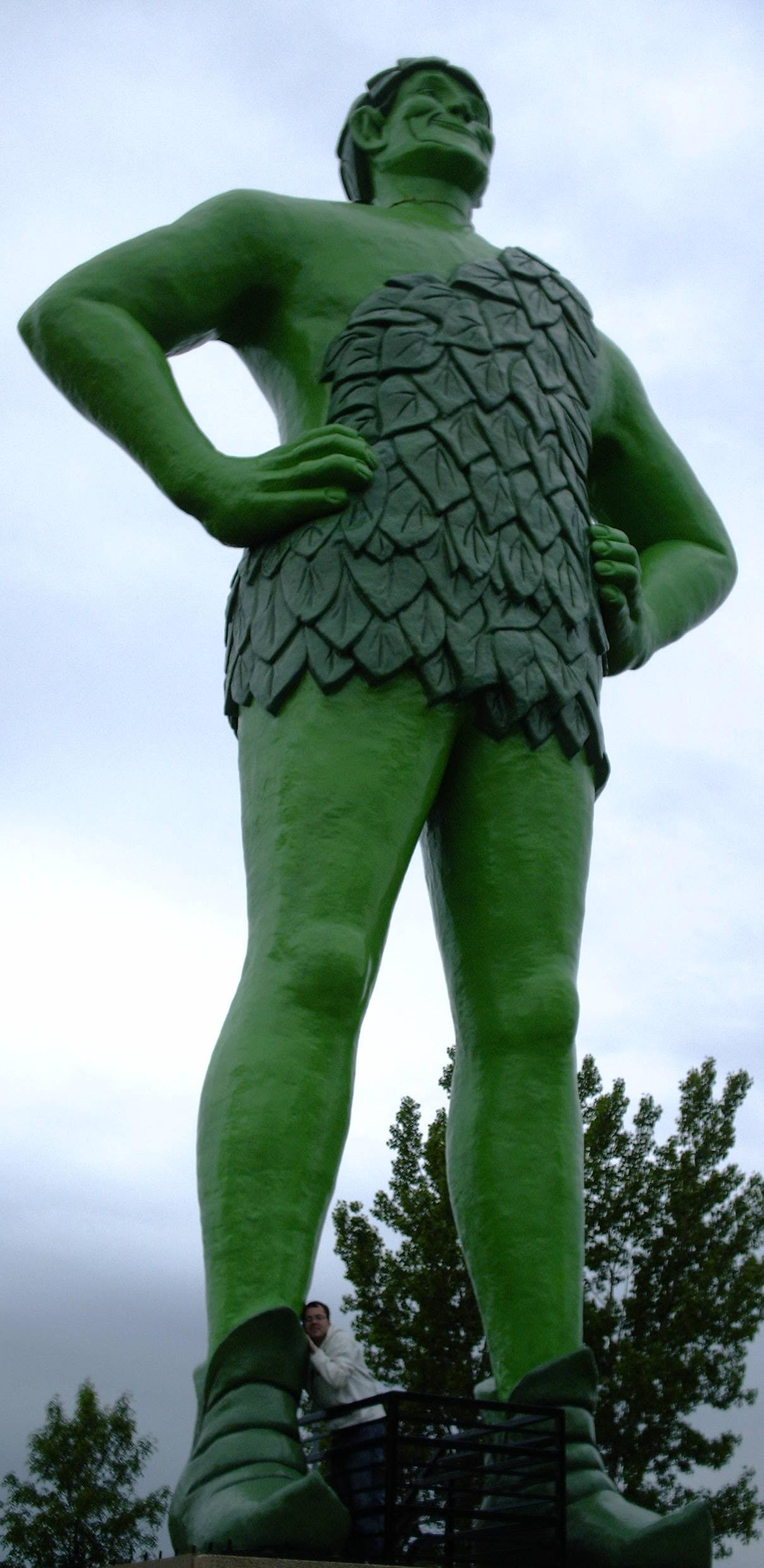
Staty föreställande The Jolly Green Giant i Blue Earth i Minnesota i USA.

Green Giant är ett livsmedelsföretag bildat 1903 som bland annat säljer majs. Deras logotyp är "the Jolly Green Giant".